# Колекторська агенція
Колекторська компанія — спеціалізоване підприємство зі збору платежів (стягнення боргів); юридична особа у тому числі небанківська фінансова установа, яка відповідно до закону має право надавати кошти у позику, в тому числі на умовах фінансового кредиту, та/або послуги з факторингу. Визначення колекторських компаній, по суті встановив закон 1349-IX "Про внесення змін до деяких законів України щодо захисту споживачів при врегулюванні простроченої заборгованості", котрий був прийнятий 19.03.2021 року, закон 1349-IX регламентував терміни "колекторська компанія" та "реєстр колекторських компаній".
Колекторські агенції переважно проводять стягнення на досудовому етапі існування заборгованості.
Колектори забирають певний відсоток від суми повернутого боргу залежно від його розміру та термінів заборгованості. Зазвичай колекторські агенції співпрацюють з кредитними установами (насамперед банками), а також з житлово-комунальними підприємствами, телекомунікаційними компаніями і навіть податковими органами.
Організації для відновлення платоспроможності клієнта наймає людей, які виступають в ролі посередників.  Уся надана інформація про позичальника — легальна, при цьому МФО володіє всілякими даними: адреси, телефони, паспортні дані і т. д.
Незаконні методи впливу колекторів:
- представляються працівниками правоохоронних органів, прокуратури, суду і вимагають негайного погашення боргу, а інакше погрожують відкрити проти жертви кримінальне провадження;
- дзвонять жертві на роботу, родичам і знайомим жертви й поширюють інформацію про те, що жертва є злісним неплатником або взагалі шахраєм (не слід плутати із безкінечними дзвінками для інформування 3-іх осіб про фінансові проблеми боржника, що проводиться у рамках закону);
- телефонують або взагалі приходять до жертви додому в нічний час доби (з 22 до 6 ранку);
- погрожують життю і здоров'ю жертви, а так само життю і здоров'ю родичів жертви або ж обіцяють фізично розправитися з жертвою чи її родичами;
- розклеюють на будинку або в під'їзді жертви оголошення, у яких розміщують фото жертви, анкетні дані, іншу конфіденційну інформацію, вказуючи при цьому, що жертва є боржником великої суми грошей.[4]
- Квартири та будинки кредитних боржників не мають права захоплювати без спеціальної ухвали суду[5]. Колектори, які раніше стягували житло після неповернень по іпотеці, не можуть без нього обійтися. Стаття 30 Конституції України передбачає, що проникнення до житла допускається не інакше як за вмотивованим рішенням суду.

## Виноски
1. ↑  «КОЛЕКТивізація».[недоступне посилання] Автори Ірина Василенко, Олена Музиченко Український діловий тижневик «Контракти» № 19 від 2006-05-08
2. ↑  Колекторський закон та реєстр колекторських компаній: нові правила. Архів оригіналу за 5 грудня 2021. Процитовано 5 грудня 2021.
3. ↑  Як колектори дізнаються дані боржників?.
4. ↑  Незаконні методи впливу колекторів; «Правова консультація»; http://www.pravoconsult.com.ua/yak-mozhna-ne-platiti-kredit-ta-protidiyati-kolektorskim-kompaniyam/
5. ↑  Відтепер ні банкіри, ні колектори не зможуть виселяти боржників з їх житла без спеціальної ухвали суду. Ukr.Media (укр.). 15 квітня 2019. Процитовано 15 квітня 2019.